# Lidia Litviak
Lidia Vladimirovna Litviak (în rusă Лидия Владимировна Литвяк, n. 18 august 1921 la Moscova - d. 1 august 1943 la Krasnîi Luci) a fost o femeie pilot din cadrul Forțelor Aeriene Sovietice, care s-a remarcat prin fapte deosebite în cel de-al Doilea Război Mondial.
Este prima femeie pilot care a anihilat un avion inamic și deține recordul la cele mai multe avioane doborâte de o aviatoare.
De asemenea, este prima femeie cu statutul de as în aviație.
Cu câteva zile înainte de a împlini 22 de ani, avionul ei a fost doborât de un as al aviației de război germane. Nici până astăzi nu se știe cu exactitate cum a murit, existând chiar ipoteza că s-ar fi parașutat și ar fi sfârșit într-un lagăr de prizonieri.
Propaganda sovietică a denumit-o Crinul Alb de la Stalingrad, datorită simbolului purtat de avioanele pe care le pilota.
Germanii au confundat acest simbol cu un trandafir și de aici renumele devenit mai cunoscut: Trandafirul Alb.

## Biografie
Lidia (Lilia) Litviak sa născut la Moscova la 18 august 1921.
De la vârsta de 14 ani a studiat la aeroclub. La 15 ani, ea făcuse deja primul ei zbor independent. După absolvirea Școlii de Aviație din Herson, pilot instructor a lucrat la Kalinin Aeroclub. A pregătit 45 de piloți. 
22 martie, în zona Rostov-pe-Don, au participat la interceptarea unui grup de bombardiere germane. În timpul bătăliei, a reușit să tragă în jos un avion. Observând pe șase Me-109, a intrat într-o luptă inegală cu ei, lăsându-și camarazii de luptă să efectueze misiunea de luptă. În timpul bătăliei, a fost grav rănită, dar a reușit să aducă avionul avariat la aerodrom.

## Decorațiuni

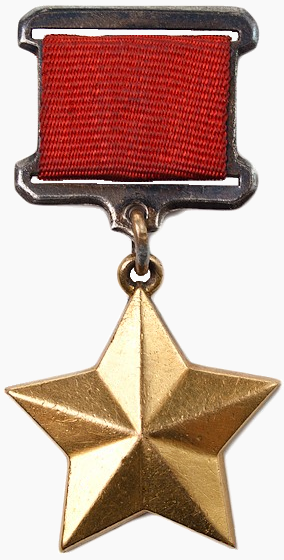
Erou al Uniunii Sovietice
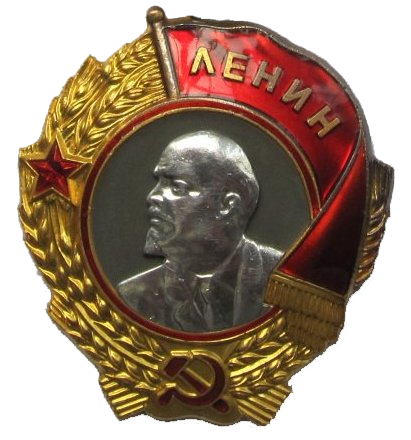
Ordinul Lenin
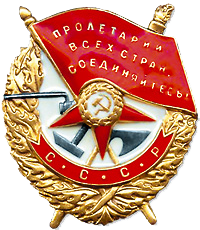
Ordinul Steagul Roșu
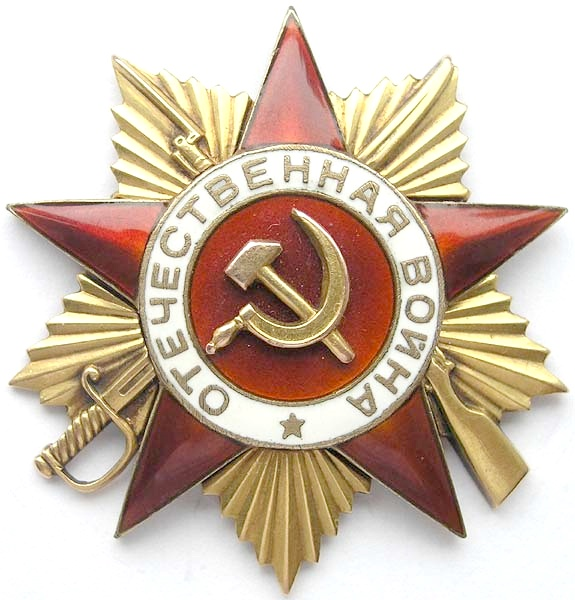
Ordinul Războiului Patriotic clasa I
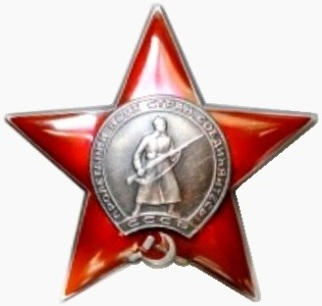
Ordinul stelei roșii